# Осьмак, Юлия Владиславовна
Юлия Владиславовна Осьмак (укр. Юлія Владиславівна Осьмак; род. 6 марта 1998, Киев) — украинская шахматистка, гроссмейстер среди женщин (2016), международный мастер среди мужчин (2017), победительница шахматной олимпиады (2022), призёр командного чемпионата Европы по шахматам (2017) и шахматной олимпиады (2018), победительница чемпионата Украины по шахматам среди женщин (2017).

## Биография
Многократно побеждала на юниорских чемпионатах по шахматам Украины среди девушек в разных возрастных категориях: U10 (2006, 2008), U12 (2010), U16 (2013), U20 (2012, 2013). В 2010 году победила на чемпионате мира по шахматам среди девушек в возрастной категории U12. Два раза завоевала бронзу на юниорских чемпионатах Европы по шахматам среди девушек: в возрастной категории U10 (2008) и в возрастной категории U12 (2010).
В чемпионатах Украины по шахматам среди женщин завоевала золото (2017), серебро (2019) и четыре бронзы (2014, 2015, 2018, 2020).
В августе 2021 года в Яссах заняла 2-е место на чемпионате Европы по шахматам среди женщин. В ноябре 2021 года в Риге она заняла 21-е место на турнире «Большая женская швейцарка ФИДЕ».
Выступала за сборную Украины на крупнейших командных турнирах по шахматам:
- В шахматной олимпиаде участвовала 3 раза (2018, 2022, 2024). В командном зачёте завоевала золото (2022)[9] и серебро (2018);
- В командном чемпионате Европы по шахматам участвовала 3 раза (2017, 2019, 2021)[10]. В командном зачёте завоевала бронзу (2017);
- В командном чемпионате мира по шахматам участвовала 2 раза (2017, 2021)[11].

## Дисквалификация на онлайн турнире Универсиады ФИДЕ
27-28 марта 2021 года Юлия Осьмак выиграла турнир Универсиады ФИДЕ по быстрым онлайн шахматам среди женщин, набрав 4½ очка из 5 возможных. Однако после анализа статистики игры в её партиях результат Осьмак был аннулирован, и она была дисквалифицирована за возможное использование вспомогательных средств во время игры. Комитет Универсиады ФИДЕ по честной игре заявил, что в общей сложности 20 шахматистов были дисквалифицированы в ходе этого онлайн турнира, но отказался предоставить конкретные «доказательства мошенничества» каждого из шахматистов. Сразу после дисквалификации Юлия Осьмак выразила желание пройти тест на детекторе лжи, чтобы оспорить дисквалификацию, но это не изменило решения ФИДЕ.
| Графики недоступны из-за технических проблем. См. информацию на Фабрикаторе и на mediawiki.org. |